# إيرينا سلوتسكايا
إيرينا إدواردوفنا سلوتسكايا (الروسية:Ири́на Эдуа́рдовна Слу́цкая ، من مواليد 9 فبراير 1979) لاعبة تزلج روسية سابقة. بطلة العالم مرتين (2002 ، 2005) ، صاحبة الميدالية الأولمبية مرتين (فضية في 2002 ، البرونزية في 2006) ، بطلة أوروبية سبع مرات (1996 ، 1997 ، 2000 ، 2001 ، 2005 ، 2006 ، أربع مرات سباق الجائزة الكبرى بطل النهائي (2000-2002، 2005)، وأربع مرات بطل الروسي الوطني (2000-2002، 2005). فازت بمجموع 17 رقما قياسيا على حلبة سباق الجائزة الكبرى.

## سنواتها الأولى
بدأت سلوتسكايا التزلج في سن الرابعة ، بتشجيع من والدتها. بتدريب زانا غروموفا من سن السادسة،

## روابط خارجية
- إيرينا سلوتسكايا على موقع IMDb (الإنجليزية)
- إيرينا سلوتسكايا على موقع الموسوعة البريطانية (الإنجليزية)
- إيرينا سلوتسكايا على موقع الاتحاد الدولي للتزلج (الإنجليزية)
- إيرينا سلوتسكايا على موقع أوليمبيديا (الإنجليزية)
- (بالروسية) Gold and tears
- Irina Slutskaya في الاتحاد الدولي للتزلج
- إيرينا سلوتسكايا على إنستغرام

| أصحاب الرقم القياسي العالمي | أصحاب الرقم القياسي العالمي                      | أصحاب الرقم القياسي العالمي |
| --------------------------- | ------------------------------------------------ | --------------------------- |
| سبقه ساشا كوهن              | مجموع نقاط سيدات 26 نوفمبر 2005 – 02 ديسمبر 2006 | تبعه ماو اسادا              |